# WLCJ
Koordinaten: 45° 5′ 33″ N, 87° 37′ 18″ W
WLCJ, WLCJ-FM oder WLCJ-LPFM (LP= Low Power) ist ein US-amerikanischer religiöser Hörfunksender aus Marinette im US-Bundesstaat Wisconsin. WLCJ sendet auf der UKW-Frequenz 92,5 MHz. Eigentümer und Betreiber ist Venite Adoremus .